# Arsorano
Con il nome arsorano si indicano 

Pentametilarsenico, un esempio di arsorano

- il pentaidruro di arsenico o λ5-arsano, composto inorganico con formula AsH5, oppure
- qualsiasi suo derivato organico, come ad esempio Me5As.

## Pentaidruro di arsenico
AsH5 è la formula di un ipotetico composto binario tra arsenico e idrogeno, composto che non è mai stato evidenziato in nessuna forma. Nomi IUPAC appropriati per AsH5 sono pentaidruro di arsenico e λ5-arsano, mentre il termine arsorano è considerato "alternativo e accettabile".

## Derivati organici
Gli arsorani sono composti arsenorganici dove l'arsenico è pentacoordinato, formalmente derivabili per sostituzione degli atomi di idrogeno di AsH5 con altri gruppi organici R (e non solo). I composti analoghi con l'arsenico tricoordinato sono invece derivati dell'arsina, AsH3, e si chiamano in generale arsine.
Le categorie principali di arsorani sono le seguenti:

### Pentaorganoarsorani
Sono specie di formula generale AsR5 come Me5As e Ph5As. Questi composti sono molecolari e hanno struttura a bipiramide trigonale, come Fe(CO)5.

### Arsorani alogenati
Si conoscono arsorani alogenati di formula generale RAsX4, R2AsX3 e R3AsX2, dove X è un alogeno. Quando l'alogeno è fluoro o cloro si hanno in genere composti molecolari, con struttura a bipiramide trigonale, ma esistono casi più complessi, come Me2AsF3 che forma associazioni in soluzione. Quando l'alogeno è bromo o iodio si formano in genere sali di arsonio ionici tipo [AsR4]+X–.